# Colbacco
Il colbacco (in russo ушанка, ušanka) è un copricapo prevalentemente militare, ma usato con molta frequenza, con rivestimento di pelliccia, a forma di cilindro o tronco di cono. Il nome italiano colbacco deriva dal francese colback il quale a sua volta deriva dal turco kalpak (copricapo di pelliccia). Il colbacco fu usato dagli ultimi decenni del XIX dalla cavalleria italiana. Spesso è chiamato erroneamente colbacco il berrettone di pelliccia dei Granatieri di Sardegna.

## Utilizzo
È caratteristico dei popoli russi, armeni, turchi e afghani ed è stato adottato anche da alcuni eserciti europei tra i quali quello francese. Nonostante ciò, nell'immaginario collettivo l'ušanka resta quasi esclusivamente associato alla divisa dei soldati sovietici dell'Armata Rossa e al popolo russo e viene considerato alla stregua di un simbolo nazionale russo.
L'ušanka è un cappello usato principalmente d'inverno, ma nei climi rigidi come quello russo, è adatto anche a tutte le stagioni e può essere di tre colori, nero, grigio e bianco. L'ušanka bianco aiuta a mimetizzarsi nella neve e, in situazioni di guerra, a non farsi vedere dai nemici. Il colbacco scuro - nero o grigio - è indossato sia dai civili che dai militari.

## Galleria d'immagini

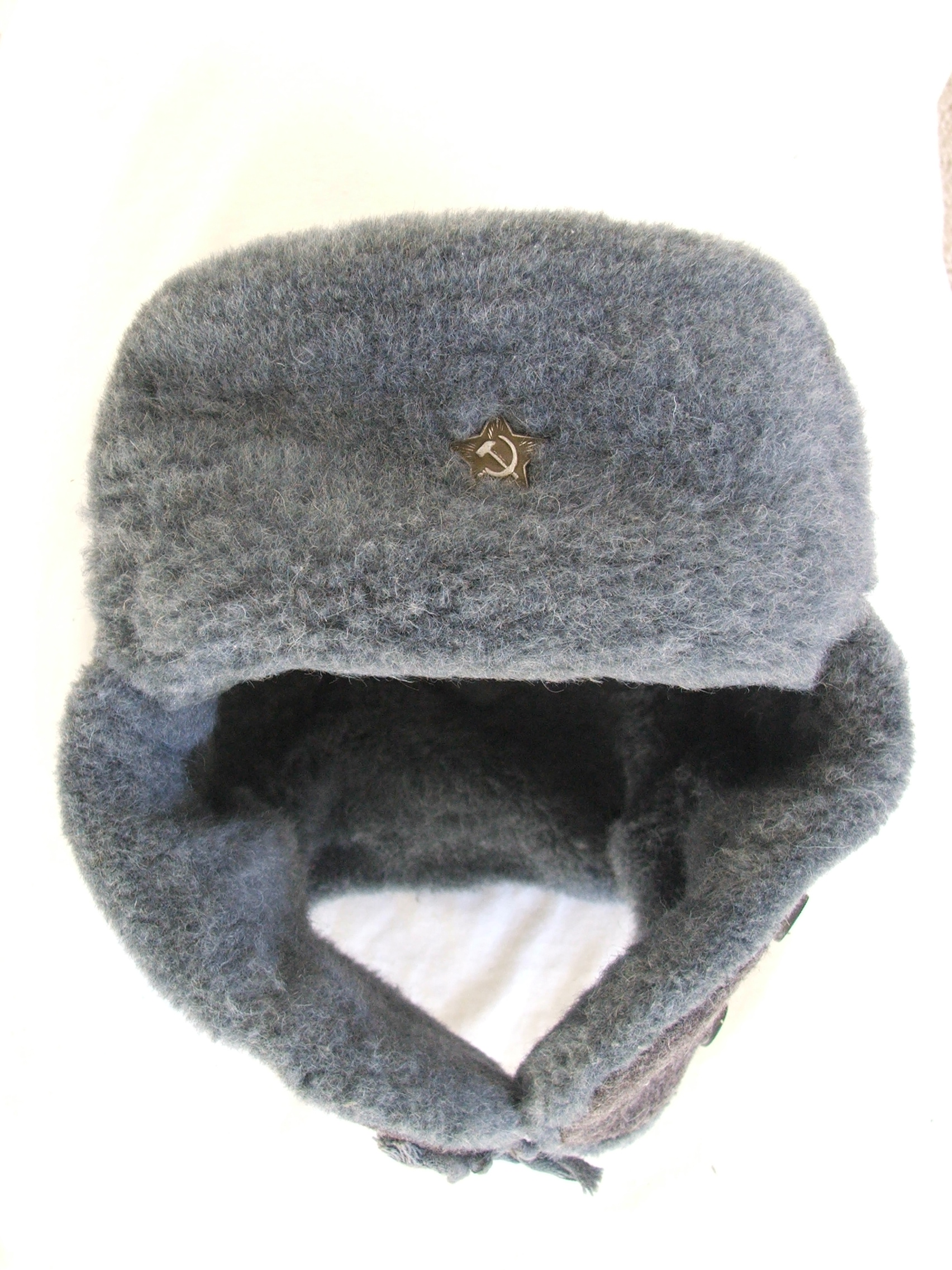
Colbacco di un soldato dell'esercito sovietico.
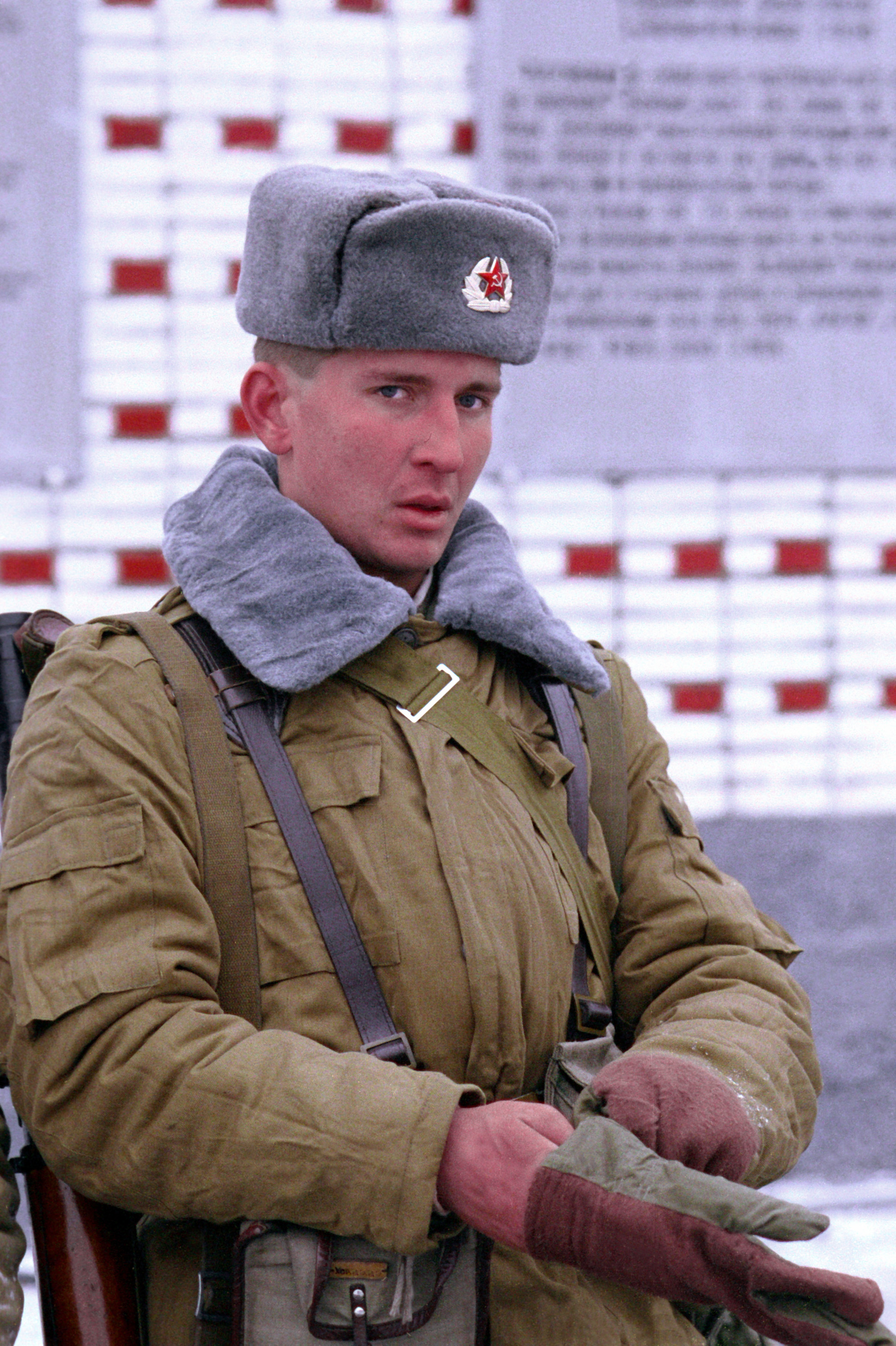
Soldato sovietico della Divisione Motorizzata della Guardia "Taman" nei dintorni di Mosca.
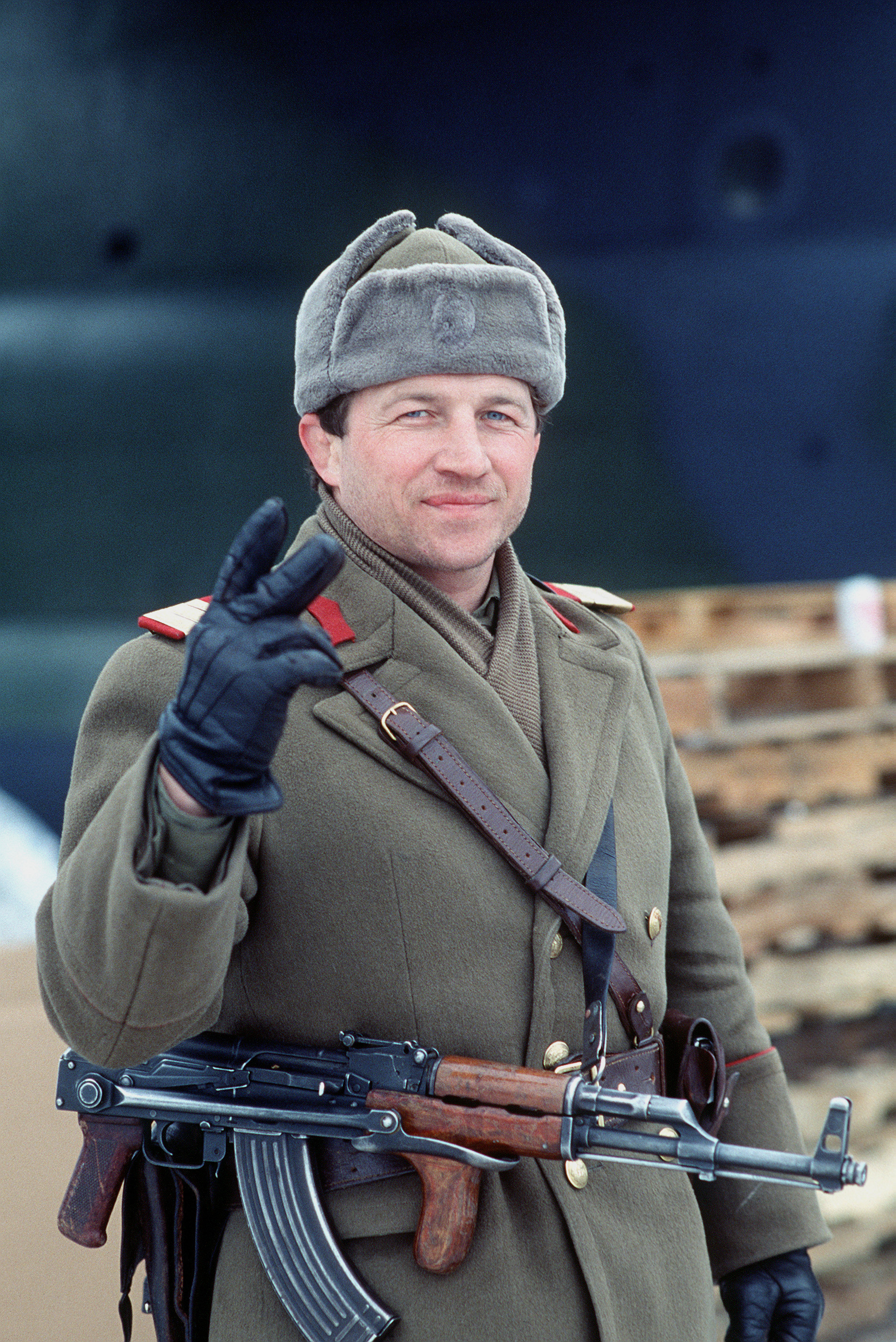
Soldato romeno con il colbacco.
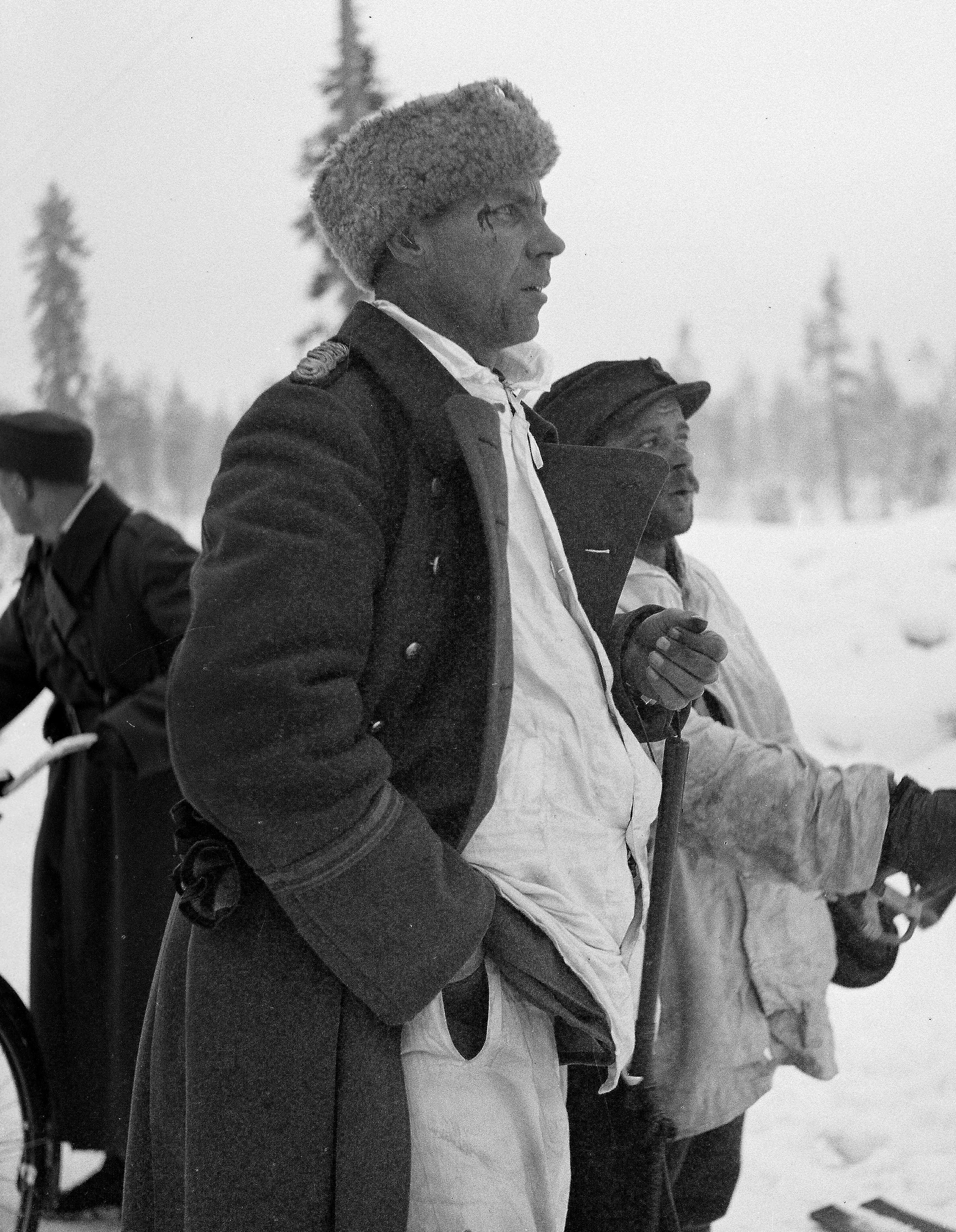
Il capitano dell'esercito finlandese Aarne Juutilainen durante la guerra d'inverno.